# Magdalena Ocotlán
Magdalena Ocotlán è un comune del Messico, situato nello stato di Oaxaca.